# 萃秀堂
萃秀堂位于江苏省苏州市吴中区金庭镇东村东上62号，2009年7月10日列为第六批苏州市文物保护单位。
萃秀堂始建于清乾隆年间，原有七进，占地1100平方米。现存五进，分别为门厅、大厅、楼厅、后楼、客房，第一进门厅仅存遗址，其余较完整。大厅前有砖雕门楼，字牌处被改漆“破旧立新”四字。